# بيرتا مونيز
بيرتا مونيز (بالإسبانية: Berta Muñiz)‏ هو منتج أفلام وممثل أرجنتيني، ولد في 21 يوليو 1978 ببوينس آيرس في الأرجنتين.

## وصلات خارجية
- بيرتا مونيز على موقع IMDb (الإنجليزية)
- بيرتا مونيز على موقع قاعدة بيانات الفيلم (الإنجليزية)